# العلاقات الأفغانية اللاوسية
العلاقات الأفغانية اللاوسية هي العلاقات الثنائية التي تجمع بين أفغانستان ولاوس.

## مقارنة بين البلدين
هذه مقارنة عامة ومرجعية للدولتين:
| وجه المقارنة                                              | أفغانستان                    | لاوس        |
| --------------------------------------------------------- | ---------------------------- | ----------- |
| المساحة (كم2)                                             | 652.23 ألف                   | 236.80 ألف  |
| عدد السكان (نسمة)                                         | 34.94 مليون                  | 6.86 مليون  |
| الكثافة السكانية (ن./كم²)                                 | 53.57                        | 28.97       |
| العاصمة                                                   | كابل                         | فيينتيان    |
| اللغة الرسمية                                             | اللغة البشتوية، اللغة الدرية | اللغة اللاو |
| العملة                                                    | أفغاني                       | كيب لاوي    |
| الناتج المحلي الإجمالي (بليون دولار)                      | 20.82 مليار                  | 16.85 مليار |
| الناتج المحلي الإجمالي (تعادل القوة الشرائية) بليون دولار | 62.62 مليار                  | 38.71 مليار |
| الناتج المحلي الإجمالي الاسمي للفرد دولار أمريكي          | 594                          | 1.82 ألف    |
| الناتج المحلي الإجمالي للفرد دولار أمريكي                 | 1.93 ألف                     |             |
| مؤشر التنمية البشرية                                      | 0.479                        | 0.575       |
| رمز المكالمات الدولي                                      | +93                          | +856        |
| رمز الإنترنت                                              | .af                          | .la         |
| المنطقة الزمنية                                           | ت ع م+04:30                  | ت ع م+07:00 |

## منظمات دولية مشتركة
يشترك البلدان في عضوية مجموعة من المنظمات الدولية، منها:
| علم المنظمة | اسم المنظمة                        | تاريخ انضمام أفغانستان | تاريخ انضمام لاوس |
| ----------- | ---------------------------------- | ---------------------- | ----------------- |
|             | بنك التنمية الآسيوي                | 1966                   | 1966              |
|             | مؤسسة التنمية الدولية              | 2 فبراير 1961          | 28 أكتوبر 1963    |
|             | يونسكو                             | 4 مايو 1948            | 9 يوليو 1951      |
|             | وكالة ضمان الاستثمار متعدد الأطراف | 16 يونيو 2003          | 5 أبريل 2000      |
|             | الأمم المتحدة                      | 19 نوفمبر 1946         | 14 ديسمبر 1955    |
|             | البنك الدولي للإنشاء والتعمير      | 14 يوليو 1995          | 5 يوليو 1961      |
|             | منظمة حظر الأسلحة الكيميائية       | ?                      | ?                 |
|             | مؤسسة التمويل الدولية              | 23 سبتمبر 1957         | 29 يناير 1992     |
|             | منظمة الشرطة الجنائية الدولية      | ?                      | ?                 |

## وصلات خارجية
- موقع وزارة الخارجية الأفغانية
- موقع وزارة الخارجية اللاوسية